# Тригубовичи
Тригубо́вичи (бел. Трыгубо́віч; белор. латиница Tryhubóvič; пол. Tryhubówicz, Trygubówicz; одна из русских транскрипций — Трегубо́вич) белорусский шляхетский род. Наиболее старые из известных упоминаний о нём, сохранившихся в архивных документах, относятся к переписи шляхты Минской губернии, после третьего раздела Речи Посполитой и присоединения территории Великого Княжества Литовского к Российской империи. В XVIII веке существовало несколько ветвей рода, имеющих общее происхождение.
В конце XVIII века ветви рода разделялись на две группы. Одна группа, по всей видимости старая, жила в землях рядом с Койдановом (Дзержинском): в д. Станьково (родовое гнездо графов Чапских) и в застенке Юнцовщина. Другая ветвь жила в застенке Харитоновка (ныне деревня Копыльского р-на, Минской обл.), и относилась к шляхте Слуцкого повета.
Койдановская ветвь Тригубовичей была признана дворянами Всероссийским руководством , однако Харитоновская ветвь регистрацию в ДДС по каким-то причинам не проводила.
Большая часть рода в конце XVIII—XIX вв. жила на арендованной или оброчной земле, как и большинство других шляхетских родов Беларуси в то время. Однако, из-за политических факторов, уровень его благосостояния часто менялся.
Перед Октябрьской революцией у представителей рода были большие земельные владения (лесные угодья) рядом с д. Харитоновкой, что привело к столкновениям с большевистским руководством и репрессиям. В 1930-е годы многие представители фамилии были репрессированы и сосланы в отдаленные районы СССР. Во время Великой Отечественной войны среди представителей рода были партизаны.